# Albert-Einstein-Schule Maintal
Die Albert-Einstein-Schule Maintal ist das einzige Gymnasium der Stadt Maintal im Main-Kinzig-Kreis. Heute werden hier 1400 Schüler von über 110 Lehrkräften unterrichtet.

## Geschichte
Die Geschichte der Albert-Einstein-Schule begann 1975, als an der Dietrich-Bonhoeffer-Schule in Maintal-Dörnigheim eine Dependance der Oberstufenschule Bruchköbel gegründet wurde. Diese Dependance wurde 1976 in eine eigenständige Schule überführt und 1979 nach Albert Einstein benannt. Es handelte sich, wie schon in Bruchköbel, um ein reines Oberstufengymnasium, das Schülern der Gesamtschulen in Maintal den Abschluss des Abiturs ermöglichte. 1978 konnte das heutige Schulgebäude am Ortsrand von Bischofsheim bezogen werden.
Die Schülerzahlen sanken in den 1980er-Jahren kontinuierlich, zeitweise drohte der Schule die Schließung. Grund hierfür war die geringe Akzeptanz der Schulform Gesamtschule bei den Eltern, die ihre Kinder stattdessen auf ein Gymnasium in Hanau schickten. So entschloss man sich 1988, die Schule zu einem Gymnasium auszubauen und damit Kinder bereits ab der 5. Klasse zu unterrichten. Die damit verbundenen steigenden Schülerzahlen erforderten mehrere Erweiterungen des Schulgebäudes.
Der Neubau des Gebäudes D soll im Jahr 2025 abgeschlossen werden und die naturwissenschaftlichen Fachbereiche Biologie, Physik und Chemie beherbergen.

## Schulprofil
Die Albert-Einstein-Schule ist eine offene Ganztagsschule und bietet Schülern die Möglichkeit zum Abitur in 9 Jahrgangsstufen. Einzugsgebiet der Schule ist die Stadt Maintal und die Gemeinden Niederdorfelden und Schöneck.
Die Schule bietet bilingualen Unterricht auf Englisch ab Klasse 7 an; die Fächer Erdkunde, Politik und Wirtschaft sowie Geschichte werden auf Englisch unterrichtet. Als zweite Fremdsprache kann neben Französisch und Latein auch Spanisch gewählt werden.
Es findet Schüleraustausch unter anderem mit Schulen in Chengdu (Volksrepublik China) und Beruwala (Sri Lanka) statt.
Die Schule nimmt regelmäßig an Jugend trainiert für Olympia & Paralympics teil und ist u. a. zweimal Deutscher Meister im Paartanz.

## Bekannte Lehrer
- Karl Eyerkaufer (* 1940), ehemaliger Landrat des Main-Kinzig-Kreises, war vor Amtsantritt Schulleiter der Albert-Einstein-Schule
- Sandra Grösser-Pütz (* 1972), Lehrerin für Biologie und Erdkunde, war die Gewinnerin des Klaus-von-Klitzing-Preises 2022